# 炭酸
炭酸（たんさん、英: carbonic acid）は、化学式 H2CO3 で表される炭素のオキソ酸であり弱酸の一種である。

## 性質
普通は水溶液（炭酸水）中のみに存在し、水に溶解した二酸化炭素の一部が水分子と反応して炭酸となる。
{\displaystyle {\ce {CO2(aq)\ +H2O(l)\ <=>\ H2CO3(aq)}}}
この反応の平衡定数 (Kh) は 25 ℃で 1.7 × 10−3 であり、著しく左に偏っているため水溶液中の二酸化炭素の大部分は CO2 分子として存在する。触媒が存在しない場合、二酸化炭素と炭酸の間の反応が平衡に達する速度は低く、正反応の速度定数は 0.039 s−1、逆反応の速度定数は 23 s−1 である。
二酸化炭素と炭酸の平衡は体液の酸性度を調節する上で非常に重要であり、ほとんどの生物はこれら2つの化合物を変換させるための炭酸脱水酵素を持っている。この酵素は反応速度をおよそ10億倍にする。
炭酸は水溶液中で2段階の解離を起こす。25 ℃における酸解離定数は1段階目が pKa1 = 3.60、2段階目が pKa2 = 10.25 であり、炭酸は真の解離定数において酢酸よりも強い酸であるが、上記の二酸化炭素との平衡が存在するために、見かけ上の pKa* が高い非常に弱い酸である。このため炭酸塩は相応の塩基性を示し、灰汁として古代より日常生活のアルカリとして洗浄などに活用されてきた。
{\displaystyle {\ce {H2CO3(aq) <=> HCO3^{-}(aq) + H^+(aq)}}}
{\displaystyle {\ce {HCO3^{-}(aq) <=> CO3^{2-}(aq) + H^+(aq)}}}
{\displaystyle K_{a1}={\frac {[{\mbox{H}}^{+}][{\mbox{HCO}}_{3}^{-}]}{[{\mbox{H}}_{2}{\mbox{CO}}_{3}]}}=2.5\times 10^{-4}}
酸解離に関する標準エンタルピー変化、ギブス自由エネルギー変化、エントロピー変化の値が報告されており、解離に伴いエントロピーの減少がおこるのは、電荷の増加に伴いイオンの水和の程度が増加し、電縮が起こり水分子の水素結合による秩序化の度合いが増加するからである。この値は以下の平衡に対するものでpKa1*は見かけの酸解離定数である。

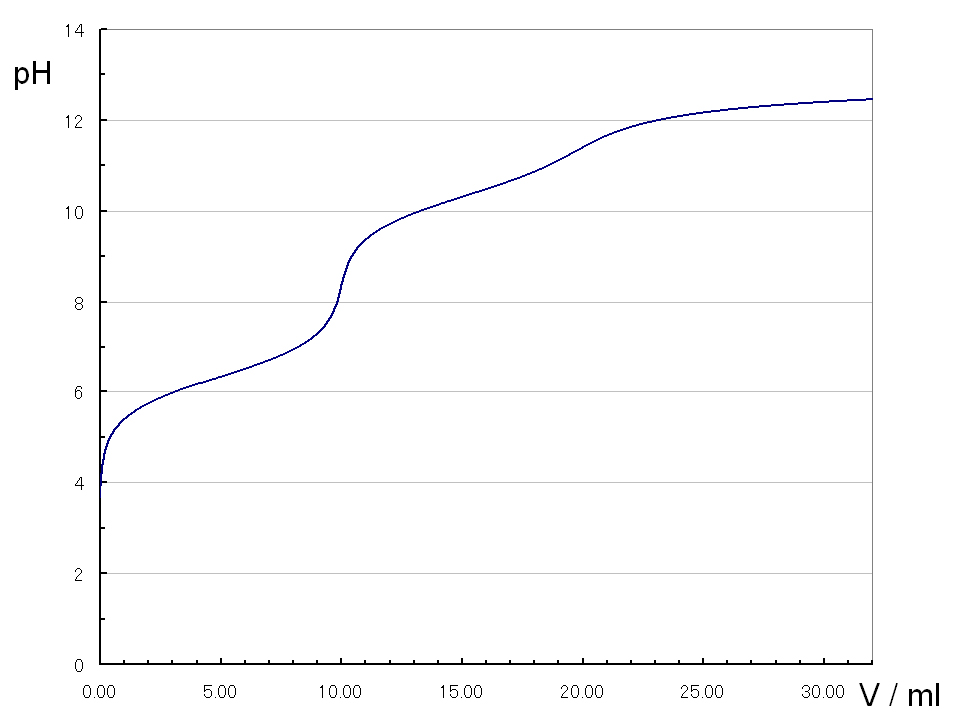
水酸化ナトリウム水溶液による中和滴定曲線

{\displaystyle {\ce {CO2(aq) + H_2O(l) <=> H^+(aq) + HCO_3^{-}(aq)}}},   {\displaystyle {\mbox{p}}K_{a1}^{*}=6.35\,}
{\displaystyle {\ce {HCO_3^{-}(aq) <=> H^+(aq) + CO_3^{2-}(aq)}}},   {\displaystyle {\mbox{p}}K_{a2}=10.33\,}
{\displaystyle K_{a1}^{*}={\frac {[{\mbox{H}}^{+}][{\mbox{HCO}}_{3}^{-}]}{[{\mbox{H}}_{2}{\mbox{CO}}_{3}]+[{\mbox{CO}}_{2}]}}=4.45\times 10^{-7}}
{\displaystyle K_{a2}={\frac {[{\mbox{H}}^{+}][{\mbox{CO}}_{3}^{2-}]}{[{\mbox{HCO}}_{3}^{-}]}}=4.7\times 10^{-11}}
|          | {\displaystyle {\mathit {\Delta }}H^{\circ }} | {\displaystyle {\mathit {\Delta }}G^{\circ }} | {\displaystyle {\mathit {\Delta }}S^{\circ }} | {\displaystyle {\mathit {\Delta }}Cp^{\circ }} |
| -------- | --------------------------------------------- | --------------------------------------------- | --------------------------------------------- | ---------------------------------------------- |
| 第一解離 | 7.64 kJ mol−1                                 | 36.34 kJ mol−1                                | −96.3 J mol−1K−1                              | −377 J mol−1K−1                                |
| 第二解離 | 14.85 kJ mol−1                                | 58.96 kJ mol−1                                | −148.1 J mol−1K−1                             | −272 J mol−1K−1                                |

## 不安定性
長い間、炭酸は水に溶けた状態でしか存在できず、炭酸そのものを室温で単離することは不可能だと考えられていた。しかし、1991年にNASA・ゴダード宇宙飛行センターの科学者が初めて純粋な H2CO3 を作り出すことに成功した。彼らは凍結させた水と二酸化炭素に高エネルギーの放射線を照射したのち、加温して余分な水を取り除くことにより単離を行った。得られた炭酸の構造は赤外分光法によって検証された。宇宙空間には水や二酸化炭素の氷が普通に存在することから、この実験結果は宇宙線や紫外線によってそれらが反応することで生成した炭酸も宇宙空間には存在する可能性があることを示唆している。
理論計算によって、水が1分子でも存在すると炭酸はすぐに二酸化炭素と水に戻ってしまうが、水を含まない純粋な炭酸は気体状態で安定であることが示されており、その半減期はおよそ18万年であると考えられる。

## 炭酸と雨水
大気中の二酸化炭素 (0.033 %) が溶け込んだ水の pH は 5.6 である。通常の雨水は二酸化炭素で飽和状態になってはいないため、大気汚染物質がなければその pH は 6 前後である。工場などから排出された二酸化硫黄などの酸性酸化物が溶け込み、二酸化炭素で飽和した雨水よりpHが低下したものは酸性雨と呼ばれる。雨のpHはチョークや石灰岩などの炭酸塩鉱物に影響し、様々な地形を作り出す。岩石に含まれる炭酸カルシウムと二酸化炭素が溶解した水の間には、以下のような平衡が成り立っている。
{\displaystyle {\ce {CaCO3\ +CO2\ +H2O\ <=>\ Ca(HCO3)2}}}
{\displaystyle {\ce {(CaCO3(s)\ +CO2(aq)\ +H2O(l)\ <=>\ Ca^{2+}(aq)\ +2HCO3^{-}(aq))}}}
これにより、水が入りこんだ断層線付近の地下洞窟が浸食されることがある。また水が蒸発したり、二酸化炭素の溶解度が低下したりすると炭酸カルシウムが再結晶し、鍾乳石や石筍を形成する。チョークからなる帯水層からくみ上げられた水は多量の炭酸カルシウムが溶解しており、「硬水」と呼ばれている。